# CKM (czasopismo)
CKM (Czasopismo Każdego Mężczyzny) – ilustrowany magazyn rozrywkowy dla mężczyzn, zamieszczający zdjęcia i artykuły o tematyce przygodowej, motoryzacyjnej, militarnej, sportowej, muzycznej, erotycznej, a także związanej z modą. Ukazywał się w latach 1998–2019.

## Historia
CKM ukazywał się od lipca 1998 roku. W październiku 2006 ukazał się 100 numer CKM. Magazyn stworzył Piotr Gontowski. Pismo kilkakrotnie zmieniało swój format.
CKM wydaje również, jako dodatek do wydań grudniowych kalendarze:
- 2001 pt. bd.
- 2004 pt. Grzeczne dziewczynki
- 2005 pt. Słodkie dziewczynki
- 2006 pt. Niegrzeczne dziewczynki
- 2007 pt. Kociaki i kocice
- 2008 pt. Dziewczyny bez hamulców
- 2009 pt. Namiętne dziewczyny
- 2010 pt. Niesforne dziewice
- 2011 pt. Dziewczyny z przyszłości
- 2012 pt. Aniołki apokalipsy

Ostatni numer pisma ukazał się w grudniu 2019, a wydawca, Marquard Media Polska zrezygnował wtedy ze wszystkich magazynów drukowanych.

### Edycje zagraniczne
Oprócz oryginalnej wersji polskiej, istniały także zagraniczne edycje miesięcznika:
- Węgry (od 1998)
- Serbia (od 2003)

## Redakcja i współpracownicy[3]

### Zespół redakcyjny
- Paweł Jaśkowski[4] – redaktor naczelny
- Tomasz Wójcik – dyrektor artystyczny
- Mateusz Zieliński – sekretarz redakcji
- Andrzej Chojnowski
- Michał Jośko
- Kasja Michorowska
- Piotr Młyński
- Piotr Patkowski

## Sesje fotograficzne

### Polki, które miały sesje fotograficzne dla CKM (gwiazdy)
1. Olimpia Ajakaiye – Nr 3 (9) marzec 1999
2. Anna Brusewicz – Nr 5 (59) maj 2003
3. Karolina Borkowska – Nr 6 (84) czerwiec 2005
4. Katarzyna Bujakiewicz – Nr 1 (43) styczeń 2002, Nr 2 (80) luty 2005
5. Ines Cudna – Nr 3 (105) marzec 2007, Nr 3 (117) marzec 2008
6. Renata Dancewicz – Nr 11 listopada 2001,
7. Ilona Felicjańska – Nr 4 (10) kwiecień 1999
8. Dorota Gardias-Skóra – Nr 5 (143) maj 2010
9. Marysia Góralczyk – Nr 5 (83) maj 2005
10. Sylwia Gruchała – Nr 1 (115) styczeń 2008
11. Joanna Krupa – Nr 5 maja 2001, Nr 6 (96) czerwiec 2006, Nr 8 (110) sierpień 2007
12. Violetta Kołakowska – Nr 7 (25) lipiec 2000
13. Kasia Kowalska – Nr 6 (12) czerwiec 1999
14. Anna Kozłowska – Nr 12 (102) grudzień 2006
15. Mandaryna – Nr 9 (87) wrzesień 2005, Nr 12 (138) grudzień 2009
16. Jagna Marczułajtis – Nr 3 (93) marzec 2006
17. Omenaa Mensah – Nr 8 (98) sierpień 2006
18. Magda Modra – Nr 1 (103) styczeń 2007
19. Magda Mroczkiewicz – Nr 6 (96) czerwiec 2006
20. Agata Mróz – Nr 12 (90) grudzień 2005
21. Kaja Paschalska – Nr 4 (70) kwiecień 2004, Nr 4 (94) kwiecień 2006
22. Katarzyna Paskuda – Nr 4 (46) kwiecień 2002
23. Anna Powierza – Nr 7 (85) lipiec 2005
24. Anna Prabucka – Nr 12 (114) grudzień 2007
25. Queens – Nr 5 (95) maj 2006
26. Doda – Nr 1 stycznia 2003, Nr 7 (73) lipiec 2004, Nr 3 (83) marzec 2005, Nr 10 (100) październik 2006
27. Jolanta Rutowicz – Nr 1 (127) styczeń 2009
28. Izabella Scorupco – Nr 10 (40) październik 2001
29. Ewa Sonnet – Nr 11 (89) listopad 2005, Nr 11 (101) listopad 2006, Nr 11 (113) listopad 2007
30. Justyna Steczkowska – Nr 3 (21) marzec 2000
31. Sasha Strunin – Nr 5 (119) maj 2008, Nr 8 (158) sierpień 2011
32. Agnieszka Warchulska – Nr 11 (17) listopad 1999
33. Anna Wendzikowska – Nr 4 (58) kwiecień 2003
34. Iwona Węgrowska – Nr 8 sierpnia 2007
35. Anna Świątczak-Wiśniewska – Nr 1 (91) styczeń 2006, Nr 2 (104) luty 2007
36. Agnieszka Włodarczyk – Nr 8 (14) sierpień 1999, Nr 5 (71) maj 2004
37. Martyna Wojciechowska – Nr 6 (48) czerwiec 2002
38. Grażyna Wolszczak – Nr 12 (42) grudzień 2001
39. Iga Wyrwał – Nr 7 (121) lipiec 2008, Nr 12 (126) grudzień 2008
40. Edyta i Anita Zaboroś – Nr 8 (146) sierpień 2010
41. Joanna Czarnecka Nr 3 (129) marzec 2009

## Nakład
Rozpowszechnianie płatne (kolor zielony), średni nakład jednorazowy (kolor zielony + niebieski).